# 松井珠理奈
松井 珠理奈（まつい じゅりな、1997年〈平成9年〉3月8日 - ）は、日本のタレント、アイドルであり、女性アイドルグループSKE48および派生ユニットラブ・クレッシェンドの元メンバーである。AKB48の元兼任メンバー。
愛知県春日井市出身。元アービング所属。

## 来歴
2008年
- 7月31日、『SKE48オープニングメンバーオーディション』に合格（応募総数2,670名、最終合格者22名）した[5]。10月5日、『SKE48 チームS 1st Stage「PARTYが始まるよ」』公演にて選抜メンバー16名の1人として公演デビューした。
- 10月8日、AKB48の冠番組『AKBINGO!』にAKB48の姉妹グループのメンバーでは初めて出演した。番組テロップでは「期待の大型新人」と紹介された。10月22日、レコーディングの時点では公演デビュー前でSKE48の正式メンバーではなかったが、AKB48の10thシングル表題曲「大声ダイヤモンド」に11歳228日で選抜入り[6] し、奥真奈美（元AKB48・チームB）の持つシングル選抜メンバー選出最年少記録（11歳237日）を更新した。AKB48の楽曲で姉妹グループのメンバーが選抜入りしたのは同曲が初めてだった。また、PVで主役級の人物を演じ、音楽番組出演時もセンターポジションについた[注釈 2] ほか、単独ジャケット写真も飾り、大きな話題になった。

2009年
- 3月、選抜メンバー16名がチームSへ移行し、正式にチームSのメンバー入り。
- 4月1日、期間限定ユニット「AKBアイドリング!!!」のメンバーとして、1stシングル「チューしようぜ!」発売[7]。
- 4月6日、自身がメインパーソナリティ（ゴンドラマスター）を務めるCBCラジオ『SKE48 観覧車へようこそ!!』がオンエアスタート。
- 6月24日、AKB48の12thシングル発売。表題曲「涙サプライズ!」に選抜入りし、前田敦子（AKB48・チームA）とダブルセンターポジションを務めた。
- 6月から7月にかけて実施された『AKB48 13thシングル 選抜総選挙「神様に誓ってガチです」』では19位で、シングル選抜入りを果たした。
- 8月5日に発売されたSKE48の1stシングル「強き者よ」に選抜メンバーとして参加。
- AKB48の11thシングル「10年桜」、12thシングル「涙サプライズ!」、13thシングル「言い訳Maybe」、14thシングル「RIVER」に選抜入り[注釈 3]。

2010年
- 3月24日、SKE48の2ndシングル発売。表題曲「青空片想い」に選抜入り[注釈 4]。
- AKB48の15thシングル「桜の栞」、16thシングル「ポニーテールとシュシュ」、17thシングル「ヘビーローテーション」、18thシングル「Beginner」に選抜入り[注釈 5]。
- 5月から6月にかけて実施された『AKB48 17thシングル 選抜総選挙「母さんに誓って、ガチです」』では10位で、メディア選抜入りを果たした。AKB48以外のメンバーでTOP10入りを果たしたのはこれが初めてであり、10代前半のメンバーでTOP10入りを果たしたのは渡辺麻友（2009年度、4位）以来2人目。
- 7月7日、SKE48の3rdシングル発売。表題曲「ごめんね、SUMMER」では松井玲奈とダブルセンターポジションを務めた。
- 11月17日、SKE48の4thシングル発売。表題曲「1!2!3!4! ヨロシク!」では松井玲奈とダブルセンターポジションを務めた。またカップリング曲「TWO ROSES」では、松井玲奈と期間限定ユニット「キネクト」を結成した。

2011年
- 1月12日、深夜ドラマ『モウソウ刑事!』で自身初の主演を果たした。
- AKB48の20thシングル「桜の木になろう」、21stシングル「Everyday、カチューシャ」、22ndシングル「フライングゲット」に選抜入り[注釈 6]。「桜の木になろう」のプロモーション・ビデオでは主役級の人物を演じる。
- 3月5日、『スター姫さがし太郎』にて「珠理奈大陸」と題した密着取材の映像がオンエアされた。
- 3月9日、SKE48の5thシングル発売。表題曲「バンザイVenus」では松井玲奈とダブルセンターポジションを務めた。
- 4月 - 7月、ドラマ『マジすか学園2』（テレビ東京）に同名役で出演。出番の少ない前作『マジすか学園』から一転、主役の一角を担う役を演じる。
- 5月、ファッション雑誌『ラブベリー』6月号より同誌の専属モデルを務める。
- 5月から6月にかけて実施された『AKB48 22ndシングル 選抜総選挙「今年もガチです」』では14位で、シングル選抜入りを果たす[8]。AKB48・NMB48を含めて10代前半のメンバーでは唯一の選抜入りとなった。
- 10月29日公開[注釈 7] 映画『WAYA!宇宙一のおせっかい大作戦』[9] に出演。SUNSHINE STUDIO（現・SKE48劇場）で全メンバーの中からオーディションを行い、矢神久美と共に選ばれた（撮影時は13歳）。

2012年
- 2月4日、高校入試に合格したことを発表[10]。
- 3月24日、AKB48および姉妹グループのコンサート『業務連絡。頼むぞ、片山部長! inさいたまスーパーアリーナ』で期間限定でAKB48チームKを兼任することが発表された[11]。過去に組閣（新チーム発足）時期の関係で複数公演を掛け持ちしていた例はあるが、グループ内の複数チームに籍を置くことは、同時にAKB48チームBとの兼任が決まったNMB48・渡辺美優紀とともに史上初となる。
- 4月1日、大阪で開催されたSKE48の握手会を体調不良で欠席した[12]。その後、同月4日に「貧血に起因するめまい、および過労」で数日間入院することを発表[13]。同月6日、総合プロデューサー・秋元康は復帰時期を決めずに休養させることを発表[14]。同月14日、日本ガイシホールで開催されたコンサート『SKE48春コン2012 「SKE専用劇場は秋までにできるのか?」』で14日ぶりに復帰。コンサートの1曲目で松井玲奈のソロ曲「枯葉のステーション」を歌唱[15]。
- 6月1日、AKB48劇場で行われたチームK 6th Stage「RESET」公演に初出演。AKB48チームKとしての活動を本格的に開始[16]。
- 5月から6月にかけて実施された『AKB48 27thシングル 選抜総選挙』において、9位で選抜入りを果たした[17]。
- 10月31日に発売のAKB48の28thシングル「UZA」では、大島優子とダブルセンターを務めた[18]。

2013年
- 2月15日、AKB48劇場で行われたチームKウェイティング公演に初出演。AKB48大島チームKとしての活動を本格的に開始[19]。
- 5月から6月にかけて実施された『AKB48 32ndシングル 選抜総選挙』では6位で、選抜メンバーに選出された[20]。
- 9月18日に開催された『AKB48 34thシングル選抜じゃんけん大会』で優勝し、初めて単独でのセンターポジションを担当することとなった[21]。

2014年
- 1月、SKE48とGALAXYによる新ユニットGALAXY of DREAMSが結成され、メンバーに選出された[22]。
- 5月から6月にかけて実施された『AKB48 37thシングル 選抜総選挙』では4位で、選抜入りを果たした[23]。
- 12月16日、東京ドームシティホールで行われた『第4回AKB48紅白対抗歌合戦』において、AKB48メンバーから7人が選抜され結成された新ユニット「ニャーKB with ツチノコパンダ」への参加が発表された[24]。

2015年
- 4月8日、参加ユニット「ニャーKB with ツチノコパンダ」がアニメ『妖怪ウォッチ』（テレビ東京）のエンディングテーマ「アイドルはウーニャニャの件」でシングルCDデビュー[25]。
- 5月から6月にかけて実施された『AKB48 41stシングル 選抜総選挙』では5位で、選抜メンバーに選出される[26][27]。
- 9月9日、初写真集『Jurina』（集英社）を発売[28]。
- 10月5日、劇場デビュー7周年記念特別公演において、SKE48内のユニット「ラブ・クレッシェンド」のメンバーに選出[29]。
- 10月22日（21日深夜）に放送された『AKB48のオールナイトニッポン』において、AKB48チームKの兼任を解除し、SKE48専任となることを発表[30]。なお、AKB48メンバーとしての最終活動日は12月24日に決定[30]。
- 12月24日にAKB48劇場で行われた峯岸チームK「最終ベルが鳴る」公演にてラスト公演と壮行会が開催され、同日をもってAKBチームKとしての活動を終了（兼任解除）[31][32]。

2016年
- 5月から6月にかけて実施された『AKB48 45thシングル 選抜総選挙』では3位で、選抜メンバーに選出される[33]。
- 7月14日放送開始のドラマ『死幣-DEATH CASH-』（TBS）で連続ドラマ初主演[34]。
- 10月1日、SHOWROOMで所属事務所をAKSからアービングに移籍することを発表した[3][35]。
- 12月31日、第67回NHK紅白歌合戦の番組企画として行われた「AKB48 夢の紅白選抜」では11位にランクインした[36]。

2017年
- 2月22日発売のSKE48のセカンドアルバム『革命の丘』に収録されたソロ曲「花占い」では初めて作詞を手がけた[37]。
- 5月から6月にかけて実施された『AKB48 49thシングル 選抜総選挙』では前年と同じ3位で選抜メンバー入り[38]。
- 12月、豆腐プロレスおよびプロレスの広報活動が評価され、2017年度プロレス大賞特別賞を受賞[39][40]。

2018年
- 5月から6月にかけて実施された『AKB48 53rdシングル 世界選抜総選挙』において1位を獲得した[41]。これにより、『AKB48 34thシングル選抜じゃんけん大会』の優勝と併せてシングル曲選抜イベントにおける初めての二冠達成者となった。
- 7月7日、体調不良のため、活動を当面休止するとグループの運営会社が発表した[42]。これにより選抜としてセンターを務める予定であった「センチメンタルトレイン」にも不参加となった[43]。
- 9月6日、SKE48劇場で行われた劇場公演において82日ぶりにファンの前に登場し、活動を再開した[44]。
- 10月25日配信開始の「センチメンタルトレイン 完全版」ではセンターを務め、完全復帰を遂げた[45]。

2019年
- 4月18日から上演される『SKE48版「ハムレット」』の主人公・ハムレット役で、舞台初出演[46]。
- 9月25日、体調不良のため休養することを発表[47][48]。
- 10月21日、活動再開を発表[49][50]。
- 11月21日、仕事復帰を報告[51][52]。

2020年
- 2月7日、SKE48劇場で行われた『チームS 6th Stage「重ねた足跡」』公演でSKE48からの卒業を発表[53]。
- 9月1日、同月26日・27日に日本ガイシホールで開催が予定されていた卒業コンサートは[53]新型コロナウイルス感染拡大予防ガイドラインに沿った形での開催は十分な座席の確保が難しいとして、延期が発表された[54][55]。
- 11月1日、YouTube公式チャンネルを開設。生配信の中で、チャンネル名を『珠理奈HOUSE』に決定する。

2021年
- 1月9日〜、2月1日〜、3月1日〜の3期に分け、3月31日までの期間限定で、SKE48卒業を記念した特設WEBサイト「珠理奈's SHARE ROOM」（仮想プライベートルーム）を開設する[56]。
- 2月23日、YouTube LiveおよびSHOWROOMで配信された番組内で卒業コンサートの開催日が4月11日に行われることが発表された[57][58]。
- 4月11日、卒業コンサート昼公演『卒業だよ!全員集合!〜Let's Sing!〜』および夜公演『松井珠理奈卒業コンサート@日本ガイシホール 〜珠理奈卒業で何かが起こる!?〜』が日本ガイシホールで開催された[59][60]。
- 4月29日にSKE48劇場で卒業公演を行い[61]、30日をもってSKE48を卒業した[59][62]。
- 5月15日、公式ファンクラブ「JURINA Family」を開設[63]。

2022年
- 4月30日、体調不良のため休養することを発表[64]。インスタグラムなどは変わらず続けている[65]。

2023年
- 12月31日の契約満了をもって、所属事務所のアービングを退所[4]。

2024年
- 3月8日、27歳の誕生日に地元愛知県のドリームカプセルのイメージキャラクターに就任[66]。
- 5月18日、マレーシア・クアラルンプールを拠点に活動する予定であるKLP48のプレイングマネージャーへの就任が発表されたが[67][68][69]、7月11日になって就任見合わせが発表された[70][71]。
- 9月1日、春日井市の広報大使に就任した[72]。

## 人物
- 一人っ子[73]。
- 愛称は、じゅりな[74]。「じゅりたん」と呼ばれることもある[75]。11歳でSKE48に1期生として加入したため、自分より後からSKE48に加入した木﨑ゆりあ、秦佐和子や高柳明音など年長の後輩から「じゅりなさん」と呼ばれることもある。SKE48オフィシャルブログでは自身が書いた記事のタイトルの末尾に、2015年9月までは「☆じゅりたん」、2015年10月以降は「☆じゅりぼう」という呼称を入れている。また、その他の年上メンバーの後輩からも、『おじゅり』とも呼ばれている。特に須田亜香里、劇場支配人及びキャプテンの斉藤真木子から。
- 容姿が落ち着いており、また物腰の落ち着いた言動のため、年齢を言うと共演者に驚かれることが多い[76]。「へそが可愛い」とよく言われる[77]。
- 好物は、母親の作ったミートソース・スパゲッティでAKB48カフェ&ショップのメニューに採用されたことがある[78]。苦手なものは辛いもの全般[75]。
- 好きな言葉は「じゅりぼうはじゅりぼう」[74]。以前は好きな言葉として「年中無休」を挙げていた[79]。座右の銘は「全力投球」[80]。「人生でいちばん頑張ったことは？」という問いに対し「いつもいちばん頑張ってます！今日は昨日より頑張ろう！って思ってやってます。」と答えている[75]。2018年の世界選抜総選挙で自分を追い込むあまり倒れた経験があり、秋元康からは「そんなに生き急ぐなよ。今年1位じゃなくても来年もあるだろ」と言われ、ストイックに頑張ることへの価値観が変わった[81]。
- 運動、特に走ることが好きでアイドルでなければ陸上選手になりたかった[75]。小学校時代はドッジボールクラブに所属していた[80]。小学校3年生からヒップホップダンスを始めた[82]。
- 犬、鶏など動物の鳴き声をものまねするのが得意で、テレビ番組でも度々披露している[76][83][84]。特技はテーブルクロス引き[74]。絶叫マシン、お化け屋敷が苦手[75]。
- 趣味は料理、お菓子作り[74]。メンバーやスタッフに手作りのクッキーなどをよく差し入れている[85][86][87]。
- ドラマ『豆腐プロレス』[注釈 8] に出演したのがきっかけで2017年1月4日にプロレスを観戦し、プロレスが好きになり、よく観戦に行くようになった。ドラマや観戦を通して新日本プロレスの選手との親交も生まれている。第9回選抜総選挙のスピーチでは棚橋弘至の決め台詞「愛してまーす」を引用した。また、新日本プロレスの「WRESTLE KINGDOM12in東京ドーム」（2018年1月4日）のスペシャルアンバサダーに就任した[88]。
- 初恋は、幼稚園生の時。幼稚園の昼寝の時間に、好きな男子と手をつないで寝ていたことを『週刊プレイボーイ』で母親に暴露され、ショックを受ける[89]。
- 「坂道AKB」で共演した元乃木坂46の堀未央奈とは、かき氷デート[90]をしたり、ハンバーガーを食べに行ったりするなど仲が良い[91][92]。同じく元メンバーの松村沙友理を推していることを公言している[93]。

### SKE48
- SKE48に入ろうと思った契機は、AKB48が『紅白歌合戦』に出場して、同時期に小嶋陽菜が出演しているドラマを視聴していたから[89]。当時小学6年生でAKB48が拠点とする東京には行けないと思っていたが、地元にSKE48ができると知りSKE48のオーディションを受けた[75]。
- キャッチフレーズは「1、2、3、4、ご一緒に、6、7、8、9、じゅりな〜！」[2]。かつて兼任していたAKB48チームKでは「体育会系、チームK、唯一のJK、松井珠理奈です！」を使用した[94]。
- 同じSKE48・1期生の松井玲奈とともにSKE48のエースとされ、名字が同じ（血縁や姻戚関係はない）ことから2人合わせて「W（ダブル）松井[95][96]」、「Jurina」「Rena」の頭文字を取って「JR（コンビ）[97][98]」や「じゅりれな[99]」とも呼ばれている。
- SKE48の選抜メンバーや所属するチームSでは年少ながら1期生でセンターポジションを任せられ、「自分が引っ張っていく立場なので、気を引き締めて周りにもあまり弱いところを見せないようにしています」[75]。とくに2013年4月の「組閣」と称するチーム再編[注釈 9]を経た現チームSでは同世代や年下のメンバーが増えたため、年上のメンバーに甘えてはいけないと気を引き締めるとともに、同世代のメンバーも遠慮せずに存在感を出せるチームにしたいと述べている[100]。
- 兼任により、本人いわく「他のメンバーとは違うファン層がつく」。握手会では、同年代や年上の女性に「尊敬してます」と言われることも多い[89]。
- SKE48「二次元同好会」に所属しており、会員ナンバー7番。ジャンルは『週刊少年ジャンプ』（集英社）系で、具体的には『NARUTO』『BLEACH』『ドラゴンボール』など[101]。現在は井口栞里と共に幽霊部員扱い[102][103]。

### AKB48関連
- 大人っぽいと言われるのは嬉しいが老けてるは禁句らしい。
- 11歳上の篠田麻里子のことを慕っており[104]、他に親しいAKB48のメンバーに佐藤すみれ[105]・増田有華・宮澤佐江[106]を挙げている。
- 「AKB48グループのダジャレ王」との異名をとる[107]。指原莉乃からは「頭が良い」との評価を得ている[108]。
- 2012年3月から期間限定でAKB48チームKを兼任することによって「甘えてもいい」という心境になった[109]。先輩の多いAKB48では甘えやすく等身大の自分でいられるとのことである[75]。

## 受賞歴
2017年
- 新成人アワード2017 グランプリ[110]
- 2017年度プロレス大賞 特別賞[111]

## SKE48・AKB48での参加楽曲

### シングル選抜楽曲
SKE48名義
- 強き者よ（センター）
- 青空片想い（センター）
- ごめんね、SUMMER（松井玲奈とのＷセンター）
- 1!2!3!4! ヨロシク!（松井玲奈とのＷセンター）
  - そばにいさせて
  - コスモスの記憶 - 「白組」名義（高柳明音とのＷセンター）
  - TWO ROSES - 「キネクト」名義
- バンザイVenus（松井玲奈とのＷセンター）
  - 卒業式の忘れもの - 「白組」名義（センター）
- パレオはエメラルド（センター）
  - 積み木の時間
  - ときめきの足跡 - 「白組」名義（センター）
  - 花火は終わらない - 「セレクション8」名義（センター）
- オキドキ（センター）
  - 初恋の踏切
  - バズーカ砲発射! - 「白組」名義（センター）
  - 歌おうよ、僕たちの校歌 - 「セレクション8」名義（センター）
- 片想いFinally（松井玲奈とのＷセンター）
  - 今日までのこと、これからのこと
  - はにかみロリーポップ - 「白組」名義（センター）
  - 寡黙な月 - 「セレクション8」名義（センター）
- アイシテラブル!（センター）
- キスだって左利き（センター）
  - 神々の領域（センター）
- チョコの奴隷（センター）
  - Darkness - 「セブンダンサーズ」名義（センター）
- 美しい稲妻（松井玲奈とのＷセンター）
  - JYURI-JYURI BABY - 「Team S」名義（センター）
- 賛成カワイイ!（松井玲奈とのＷセンター）
  - 道は なぜ続くのか? - 「愛知トヨタ選抜」名義（センター）
  - ずっとずっと先の今日 - 「セレクション18」名義（センター）
- 未来とは?（センター）
  - GALAXY of DREAMS - 「GALAXY of DREAMS」名義（松井玲奈とのＷセンター）
  - 猫の尻尾がピンと立ってるように…feat. Bose（スチャダラパー） - 「Team S」名義
- 不器用太陽（センター）
  - 放課後レース - 「Team S」名義（センター）
  - 友達のままで - 「セレクション10」名義（松井玲奈とのＷセンター）
- 12月のカンガルー
  - 消せない炎 - 「Team S」名義（センター）
  - I love AICHI - 「愛知トヨタ選抜」名義（松井玲奈とのＷセンター）
- コケティッシュ渋滞中（松井玲奈とのＷセンター）
  - DIRTY - 「Team S」名義（センター）
  - 僕は知っている - 「DOCUMENTARY of SKE48」名義（松井玲奈とのＷセンター）
- 前のめり
  - 素敵な罪悪感 - 「Team S」名義（センター）
- チキンLINE（センター）
  - 彼女がいる - 「Team S」名義
  - 望遠鏡のない天文台 - 「Passion For You 選抜」名義
  - 旅の途中 - 「宮澤佐江と仲間たち」名義
- 金の愛、銀の愛（センター）
  - ハッピーランキング - 「ランクインガールズ2016」名義（センター）
  - 今夜はShake it ! - 「ラブ・クレッシェンド」名義（センター）
- 意外にマンゴー
  - パーティーには行きたくない - 「Team S」名義（センター）
  - 奇跡の流星群 - 「Passion For You選抜」名義
- 無意識の色
  - 反射的スルー - 「ラブ・クレッシェンド」名義（小畑優奈とのＷセンター）
  - We're Growing Up - 「愛知トヨタ選抜」名義
  - 夜明けのコヨーテ - 「サガミチェーン選抜」名義
- いきなりパンチライン（センター）
  - Parting shot - 「Team S」名義（センター）
  - 花の香りのシンフォニー - 「Passion For You 選抜」名義
- Stand by you（センター）
  - 凍える前に  - 「Team S」名義（センター）
  - 地元民たちよ  - 「愛知トヨタ選抜」名義
  - 神様は見捨てない
- FRUSTRATION
- 「ソーユートコあるよね?」に収録
  - Who are you ? - 「松井珠理奈」名義
- 恋落ちフラグ（センター）
  - Memories 〜いつの日か会えるまで〜 - 「松井珠理奈」名義
  - Change Your World  - 「Black Pearl」名義

AKB48名義
- 大声ダイヤモンド（前田敦子とのＷセンター）
  - 大声ダイヤモンド（SKE48 ver.）
- 10年桜（前田敦子とのＷセンター）
- 涙サプライズ!
- 言い訳Maybe
- RIVER
- 桜の栞
  - マジスカロックンロール
- ポニーテールとシュシュ
  - マジジョテッペンブルース
- ヘビーローテーション
  - 野菜シスターズ
- Beginner
- 桜の木になろう
- Everyday、カチューシャ
  - ヤンキーソウル
- フライングゲット
  - 青春と気づかないまま
  - 野菜占い
- 風は吹いている
- 「上からマリコ」に収録
  - ノエルの夜
- GIVE ME FIVE!
  - NEW SHIP - 「スペシャルガールズA」名義
- 真夏のSounds good !
- ギンガムチェック
  - 夢の河
- UZA（大島優子とのＷセンター）
  - スクラップ&ビルド - 「Team K」名義（大島優子とのＷセンター）
- 「永遠プレッシャー」に収録
  - 強がり時計 - 「SKE48」名義（松井玲奈とのＷセンター）
  - 私たちのReason
- So long !
  - 夕陽マリー - 「大島TeamK」名義
- さよならクロール
  - How come ? - 「Team K」名義
- 恋するフォーチュンクッキー
  - 涙のせいじゃない
  - 最後のドア
- ハート・エレキ
  - 細雪リグレット - 「Team K」名義（大島優子とのＷセンター）
- 鈴懸の木の道で「君の微笑みを夢に見る」と言ってしまったら僕たちの関係はどう変わってしまうのか、僕なりに何日か考えた上でのやや気恥ずかしい結論のようなもの（センター）
  - Escape - 「SKE48」名義
- 前しか向かねえ
- ラブラドール・レトリバー
  - 今日までのメロディー
  - 愛しきライバル - 「Team K」名義（山本彩とのＷセンター）
- 心のプラカード
- 希望的リフレイン
  - 初めてのドライブ - 「Team K」名義（山本彩とのＷセンター）
- Green Flash
  - 世界が泣いてるなら - 「SKE48」名義
  - 履物と傘の物語
- 僕たちは戦わない
  - 君の第二章
- ハロウィン・ナイト
  - 一歩目音頭
  - ヤンキーマシンガン
  - 群像
- 唇にBe My Baby
  - 365日の紙飛行機
  - お姉さんの独り言 - 「Team K」名義
  - 背中言葉
- 君はメロディー
  - Gonna Jump - 「SKE48」名義
  - 混ざり合うもの - 「乃木坂AKB」名義
- 翼はいらない
- LOVE TRIP/しあわせを分けなさい
  - 光と影の日々
  - BLACK FLOWER
- ハイテンション
- シュートサイン
  - Vacancy - 「SKE48」名義（センター）
  - 誰のことを一番 愛してる? - 「坂道AKB」名義
- 願いごとの持ち腐れ（宮脇咲良とのＷセンター）
  - 点滅フェロモン
- #好きなんだ
  - ギブアップはしない - 「ハリウッドJURINA」として参加（宮脇咲良とのＷセンター）
- 11月のアンクレット
  - 野蛮な求愛 - 「ダンス選抜」名義
- ジャーバージャ
  - 愛の喪明け - 「SKE48」名義（センター）
  - 国境のない時代 - 「坂道AKB」名義
- Teacher Teacher
- センチメンタルトレイン 完全版（センター）
- ジワるDAYS
- サステナブル

### アルバム選抜楽曲
SKE48名義
- 『この日のチャイムを忘れない』に収録
  - フラフープでGO!GO!GO! - 「チームS」名義
  - Beginner - 「チームS」名義
  - 拗ねながら、雨… - 「セレクション8」名義
- 『革命の丘』に収録
  - 夏よ、急げ!
  - ライフルガール - 「ラブ・クレッシェンド」名義
  - ゼロベース
  - ホライズン - 「愛知トヨタ選抜」名義
  - 花占い - ソロ楽曲。作詞を担当[37]。

AKB48名義
- 『ここにいたこと』に収録
  - わがままコレクション
  - ここにいたこと
- 『1830m』に収録
  - いつか見た海の底 - 「Up-and-coming girls」名義
  - 青空よ 寂しくないか?
- 『次の足跡』に収録
  - After rain
  - わたし リーフ
  - ぽんこつブルース
  - 共犯者 - 「Team K」名義
- 『ここがロドスだ、ここで跳べ!』に収録
  - 愛の存在
  - Conveyor - 「横山Team K」名義
  - 赤いピンヒールとプロフェッサー - ソロ楽曲
- 『0と1の間』に収録
  - トイプードルと君の物語
  - 愛の使者 - 「Team K」名義
- 『サムネイル』に収録
  - バケット
- 『僕たちは、あの日の夜明けを知っている』に収録
  - 靴紐の結び方
  - Mystery Line

### その他の参加楽曲
- シングル「チューしようぜ!」（「AKBアイドリング!!!」名義）
  - チューしようぜ!
  - モテ期のうた - 「AKB48」名義
- サウンドトラック『Wreck-It Ralph』
  - Sugar Rush - 「AKB48」名義
- サウンドトラック『「舞妓はレディ」ミュージカル・ソングス&サウンドトラック・コレクション』
  - きついっしょ[112] - 「小春(上白石萌音)/松井珠理奈/武藤十夢」名義
- シングル「アイドルはウーニャニャの件」（「ニャーKB with ツチノコパンダ」名義）
  - アイドルはウーニャニャの件（アニメ「妖怪ウォッチ」エンディング・テーマ）
  - 不幸中の幸い少女
- シングル「コップの中の木漏れ日」（「ラブ・クレッシェンド」名義）
  - コップの中の木漏れ日
  - お楽しみは明日から - 「愛知トヨタ選抜」名義
- 配信シングル「NEKKOYA (PICK ME)」（「PRODUCE 48」名義）
  - NEKKOYA (PICK ME)
- 配信限定楽曲「離れていても」（「AKB48」名義）

### 未音源化曲
AKB48名義
- 恋のバイトル（ディップ『バイトル』CMソング）[113]

ぱちスロAKB48 勝利の女神
- あなたの代わりはいない
- 君のニュース
- ヘビーローテーション
- AKBフェスティバル

### 劇場公演ユニット曲
SKE48名義
チームS 1st Stage「PARTYが始まるよ」
- スカート、ひらり（1st UNIT）
- 星の温度（1st UNIT）
- クラスメイト（2nd UNIT）

 チームS 2nd Stage「手をつなぎながら」
- Glory days（1st UNIT）
- ウィンブルドンへ連れて行って（2nd UNIT）

 チームS 3rd Stage「制服の芽」
- 思い出以上（1st UNIT）
- 狼とプライド（2nd UNIT）

 チームS 4th Stage「RESET」
- 奇跡は間に合わない

 チームS 5th Stage「制服の芽」
- 女の子の第六感

 チームS 6th Stage「重ねた足跡」
- 赤いピンヒールとプロフェッサー（AKB48 アルバム『ここがロドスだ、ここで跳べ!』）
- コップの中の木漏れ日（ラブ・クレッシェンド 1stシングル「コップの中の木漏れ日」）

AKB48名義
 チームK 6th Stage「RESET」
- 奇跡は間に合わない（元・米沢瑠美ポジション）

 大島チームKウェイティング公演
- 向日葵（H1st 篠田麻里子ポジション）
- キャンディー（B5th 河西智美ポジション）

 大島チームK「最終ベルが鳴る」公演
- リターンマッチ

横山チームK「RESET」公演
- 逆転王子様

 峯岸チームK「最終ベルが鳴る」公演
- ごめんね ジュエル

## 作品

### 配信限定シングル
| # | リリース日    | タイトル       | 収録内容                                          | レーベル   |
| - | ------------- | -------------- | ------------------------------------------------- | ---------- |
| 1 | 2021年5月19日 | オレンジのバス | 1. オレンジのバス 2. オレンジのバス(instrumental) | orange bus |

### アルバム
| # | リリース日    | タイトル | レーベル         | 販売形態 | 品番 | 備考        |
| - | ------------- | -------- | ---------------- | -------- | ---- | ----------- |
| 1 | 2019年10月5日 | Privacy  | SHOWROOM RECORDS | CD       |      | [ 注釈 10 ] |

## 出演

### テレビドラマ
- マジすか学園シリーズ
  - マジすか学園 第6話・最終話（2010年2月13日・3月27日、テレビ東京） - センター 役
  - マジすか学園2（2011年4月16日 - 7月2日、テレビ東京） - センター 役
  - マジすか学園3 第6話 - 最終話（2012年8月25日 - 10月6日、テレビ東京） - ノブナガ（NO.C-0117） 役
  - マジすか学園4 第9話（2015年3月24日、日本テレビ） - センター 役[114]
  - マジすか学園5（2015年8月25日、日本テレビ）[注釈 11] - センター 役[116]
  - キャバすか学園（2016年10月30日 - 2017年1月15日、日本テレビ） - クラゲ / センター 役[117][118]
- モウソウ刑事!（2011年1月13日 - 3月31日、東海テレビ） - モウソウ刑事 役
- ブラックボード〜時代と戦った教師たち〜 第3夜（2012年4月7日、TBS） - 広河まなみ 役
- So long ! 第2話（2013年2月12日、日本テレビ） - 倉林翼 役
- 鍵のかかった部屋SP（2014年1月3日、フジテレビ） - 桐生はるか 役[119]
  - 鍵のかかった部屋 特別編 #3（2020年5月25日） - 桐生はるか 役[注釈 12]
- AKBホラーナイト アドレナリンの夜 第33話「トンネル」（2016年2月4日、テレビ朝日） - 主演・れいな 役[121]
- 私 結婚できないんじゃなくて、しないんです（2016年4月15日 - 6月17日、TBS） - 主人公・橘みやび（高校時代） 役[122]
- 死幣-DEATH CASH-（2016年7月14日 - 9月15日、TBS） - 主演・南由夏 役[34]
- AKBラブナイト 恋工場 第39話「恋愛禁止」（2016年9月15日、テレビ朝日） - 主演・岡部舞子 役[123][124]
- 豆腐プロレス（2017年1月22日 - 7月2日、テレビ朝日） - 松井珠理奈 / ハリウッドJURINA 役[125][126][127]
- 緊急取調室 第3シーズン 第2話（2019年4月18日、テレビ朝日） - 橘日名子 役[128]

### ドキュメンタリー
- 元禄なう〜尾張藩士8882日のツイート〜（2016年11月3日、NHK総合）[129]
- ミライCREW（2024年4月22日 - 、東海テレビ）- ナレーション

### バラエティ
- PRODUCE 48（2018年6月15日 - 8月31日、Mnet・BSスカパー!）
- 松井珠理奈の知多半島トコトン満喫！ブンブン旅！（2021年11月4日、三重テレビ放送）
- 徳光☆珠理奈のスポーツ自慢できる話（2021年12月6日 - 27日、BS日テレ） - MC[130]
- 釣りびと万歳 ボートで狙え!カマス48cm〜松井珠理奈 三重・名倉湾〜（2022年1月9日、NHK BSプレミアム）[131]

### 情報番組
- チャント!（2024年3月22日、CBCテレビ）[132]

### ネット配信
- 学校の怪談（2012年7月 - 9月、BeeTV） - ストーリーテラー
- マジすか学園5（2015年8月25日 - 10月27日、Hulu）[注釈 11] - センター 役[116]
- CROW'S BLOOD（2016年7月23日 - 8月27日、Hulu） - 松村しのぶ 役[133]
- AKBラブナイト 恋工場 第39話「恋愛禁止」ディレクターズカット版（2016年8月18日、ビデオパス・テレ朝動画） - 主演・岡部舞子 役[123]
- 松井珠理奈が観戦して痺れた、新日本プロレス my BEST（2017年10月11日、AbemaTV格闘技）[134]
- 松井珠理奈のインスタ映え100枚チャレンジ旅（2017年12月16日 - 、Chuun）[135]

### 映画
- WAYA! 宇宙一のおせっかい大作戦（2011年10月29日、ゴー・シネマ） - 伊丹早苗 役[136]
- 舞妓はレディ（2014年9月13日、東宝） - 福名 役[137]
- 振り子（2015年2月28日、よしもとクリエイティブ・エージェンシー） - 長谷川心晴 役[138]

### ラジオ
- SKE48 観覧車へようこそ!!（2009年4月6日 - 6月29日、CBCラジオ） - レギュラーパーソナリティ〈ゴンドラマスター〉・以降も不定期出演
- 声の恋人 松井珠理奈です（2019年4月7日 - 12月28日、CBCラジオ）[139]
- Midnight Jurina box（2024年4月1日  - 、東海ラジオ）[140]

### CM
- マイクロソフト Xbox 360「Kinect」（2010年10月6日 - ）
- バンダイナムコゲームス「AKB1/149 恋愛総選挙」
  - 松井珠理奈ver.（2012年8月20日 - 9月30日）[141]
- 日清食品「カップヌードル」
  - 「REAL 松井珠理奈」篇（2012年10月6日 - ）2パターンのうち、ファン投票で選ばれたものがオンエアされた[142]。
- SAMSUNG「au Galaxy S6 edge SCV31」（2015年4月 - ）[143]
- ディ・エー・アイ「豚旨（とんこく）うま屋ラーメン」
  - 「私の元気の源」篇（2015年4月4日 - ）
  - 「僕の元気の源」篇（2015年6月19日 - ）
- ディップ「バイトル」 - 母と共演[144][145]
  - 「うらやむ母」篇・「パート探し」篇（2015年5月15日 - ）

### 広報・キャンペーン
- 「スター・ウォーズ展 未来へつづく、創造のビジョン。」名古屋会場（2017年2月16日 - 4月9日、名古屋城 大天守閣）公式アンバサダー[146][147]
- 第20回名古屋モーターショー アンバサダー（2017年11月23日 - 26日、ポートメッセなごや）[148]
- 新日本プロレス「WRESTLE KINGDOM 12 in 東京ドーム」スペシャルアンバサダー（2018年1月4日）[149]
- 青山メインランド（2018年）[150]
- 三遠ネオフェニックス 応援アンバサダー（2019年 - ）[151]
- 第79回日本選手権競輪 公式イメージキャラクター（2025年3月4日 - 5月4日）[152]

### イベント
- 豆腐プロレス The REAL 2017 WIP CLIMAX in 後楽園ホール（2017年8月29日、後楽園ホール） - ハリウッドJURINA 役[153]
- 豆腐プロレス The REAL 2018 WIP QUEENDOM in 愛知県体育館（2018年2月23日、愛知県体育館） - ハリウッドJURINA 役[154]
- 第36回ナゴヤ・エキトピアまつり「エキトピアパレード」（2019年5月4日、名古屋市） -  前年の『AKB48 53rdシングル 世界選抜総選挙』での公約「名古屋でパレード」を1年越しで実現させた[155]。
- Rakuten GirlsAward 2019 SPRING/SUMMER（2019年5月18日、幕張メッセ）[156]
- ボートレースとこなめデー 中日ドラゴンズ対広島東洋カープ戦 ファーストピッチセレモニー（2021年8月19日、バンテリンドームナゴヤ）[157]

### 舞台
- SKE48版「ハムレット」（2019年4月18日 - 21日、品川プリンスホテル クラブeX） - 主演・ハムレット 役[46]

#### 降板
- 仁義なき戦い〜彼女（おんな）たちの死闘篇〜（2019年11月9日 - 24日、博多座） - 広能昌三 役（岡田奈々（AKB48/STU48）とのWキャスト）[158]※横山由依（AKB48）に交代[159]

## 書籍

### 写真集
- B.L.T. U-17 Vol.11 Sizzleful Girl 2009 Summer（2009年8月5日、東京ニュース通信社）
- ピュア☆ピュア (pure2) Vol.57（2010年5月6日、辰巳出版） ISBN 978-4-7778-0777-2
- B.L.T. U-17 Vol.17 （2011年2月5日、東京ニュース通信社）
- idolgraph フォトジェニ October2012（2012年12月1日、玄光社）
- 松井珠理奈ファースト写真集「Jurina」（2015年9月9日、集英社、撮影：渡辺達生） ISBN 978-4-08-780767-7[160]
- 『アイヲシル』（2025年9月9日、宝島社）ISBN 978-4-299-06592-6[161]

### 雑誌連載
- ラブベリー（2011年6月号 - 2012年3月号、徳間書店） - 「どんなナヤミもまっすぐお答え☆ジュリナの年中無休ッ!!」を連載（専属モデル）
- street Jack（2012年6月号 - 2012年8月号[162]、KKベストセラーズ） - 「ノゾキミ」を連載
- duet（ホーム社） - 毎号連載中[163]

### Web連載
- Heather diary（2017年1月23日 - 3月13日、Adastria）[注釈 13][164]

### カレンダー
- 松井珠理奈 2012年カレンダー（2011年11月23日、ハゴロモ）
- 卓上 松井珠理奈 2013年カレンダー（2012年12月7日、ハゴロモ）
- 卓上 松井珠理奈 2014年カレンダー（2013年12月6日、ハゴロモ）
- クリアファイル付 卓上 松井珠理奈 2015年カレンダー（2014年12月13日、ハゴロモ）